# Krokodilwachter
De krokodilwachter (Wetenschappelijke naam: Pluvianus aegyptius; vroeger Charadrius aegyptius), ook wel Egyptische plevier genoemd, is een Afrikaanse vogel. Zijn naam krokodilwachter dankt hij aan zijn veronderstelde mutualistische relatie met de nijlkrokodil (Crocodylus niloticus), bij wie hij voedselresten en parasieten van tussen de tanden zou verwijderen.

## Taxonomie
De krokodilwachter wordt meestal beschouwd als behorend tot een monotypische familie met maar één geslacht en één soort.

## Kenmerken

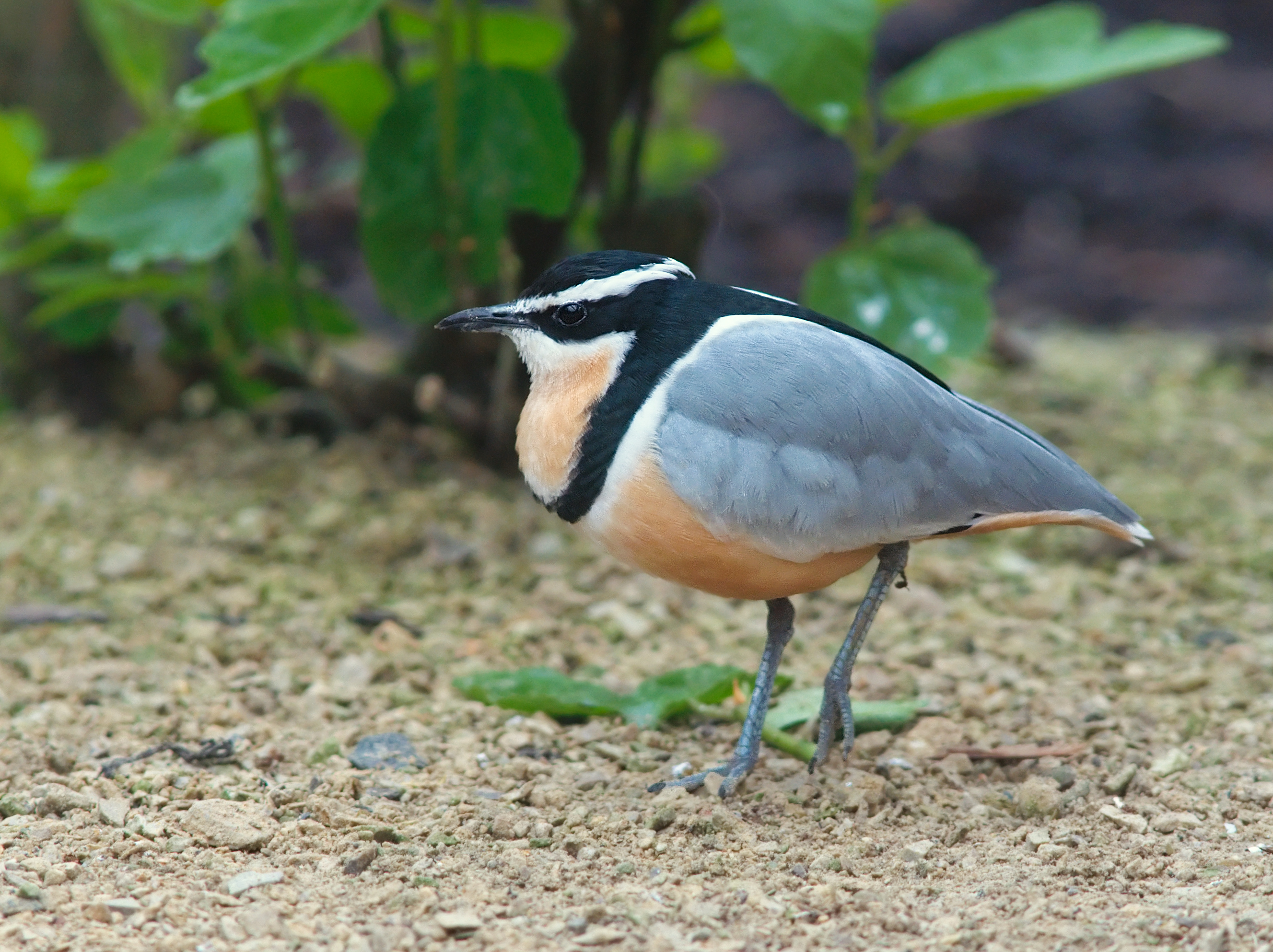
Volwassen krokodilwachter

De vogel is 19  tot 22 cm lang en weegt  73 tot 92 g. Het is een opvallende, niet met andere waadvogels te verwarren vogelsoort. De twee geslachten lijken sterk op elkaar, maar juvenielen zijn bleker van kleur en hun zwarte tekening is doorspekt met bruin. Qua grootte is deze vogel gemiddeld: de vleugelspanwijdte van een volwassen exemplaar bedraagt 47–51 cm.
De volwassen vogel heeft een zwarte kruin, teugel en oorstreek en een helderwitte wenkbrauwstreep die ver doorloopt tot in de nek. Verder loopt er midden over de rug een zwarte streep, die versmalt naar de staart toe Een laatste zwart gedeelte van de veren is de lijn die zich vanuit de achterhals, tot op de scheiding van borst en buik uitstrekt. Hoewel hierdoor de buik en borst gescheiden zijn, hebben zij eenzelfde kleur, namelijk een mengeling van roze, oranje en okere schakeringen. Langs de zwarte rugstreep lopen witte zomen en die zomen lopen verder door langs de zwarte band over de borst. Het overige deel van de bovenste veren is blauwgrijs, net als de tamelijk lange poten.
Tijdens de vlucht is de krokodilwachter nog opvallender, door het contrast tussen de vleugels en de rest van het lichaam. Enerzijds zijn er de zwarte kruin, rugstreep en vleugelstrepen, anderzijds de grijsblauwe rug en vleugels. Van onderen bekeken is de vogel volledig wit, op de oranje buik en zwarte vleugelstreep na. De vleugels zijn driehoekig (breed aan de basis, en smal naar het uiteinde toe).

## Verspreiding en leefgebied
De krokodilwachter komt voor in een groot deel van Afrika beneden de Sahara. Zijn sterk versnipperde leefgebied (in totaal zo'n 6 miljoen km²) strekt zich uit van Gambia tot Eritrea. Zoals de benaming "Egyptische plevier" al aangeeft, resideerden de krokodilwachters ooit in groten getale aan de oevers van de Nijl. Daar is de soort reeds vele jaren geleden uitgestorven, hoewel er elk jaar wel enkele exemplaren gesignaleerd worden in Egypte.
Het leefgebied ligt meestal bij rivieren maar soms ook bij meren en vijvers. Deze gewoonlijk erg tamme vogel houdt zich op in paren of kleine groepen. Daarbij houdt hij ervan zich te vestigen in de omgeving van menselijke nederzettingen. Soms wordt hij zelfs vrij ver van enig water gezien, voornamelijk bij springtij en buiten het broedseizoen. Tijdens het paarseizoen is hij echter uitsluitend te vinden op zandbanken en riviereilandjes. Meestal vermijdt de krokodilwachter dicht beboste gebieden en estuaria.

## Gedrag

### Broeden en zorg voor broedsel
De krokodilwachter broedt op zandbanken in brede rivieren. Zijn twee tot drie (goed gecamoufleerde) eieren legt hij niet - zoals de meeste vogels - in een nest, maar begraaft hij in het warme zand. De eieren worden op een constante temperatuur gehouden doordat een van de ouders er met een kletsnatte buik op gaat zitten om ze af te koelen.
De kuikens kunnen reeds lopen wanneer ze uit het ei komen, aangezien het nestvlieders zijn. Indien er echter gevaar dreigt, zullen de ouders hen ter bescherming met zand bedekken, en dit tot een maand na de geboorte. Doordat ze al snel kunnen lopen, zijn de kuikens al na een week in staat om hun eigen voedsel te zoeken. Toch zullen de ouders hun nog soms te drinken geven door hun buik in het water te drenken. Van deze natte buik kunnen de juvenielen dan water opvangen.

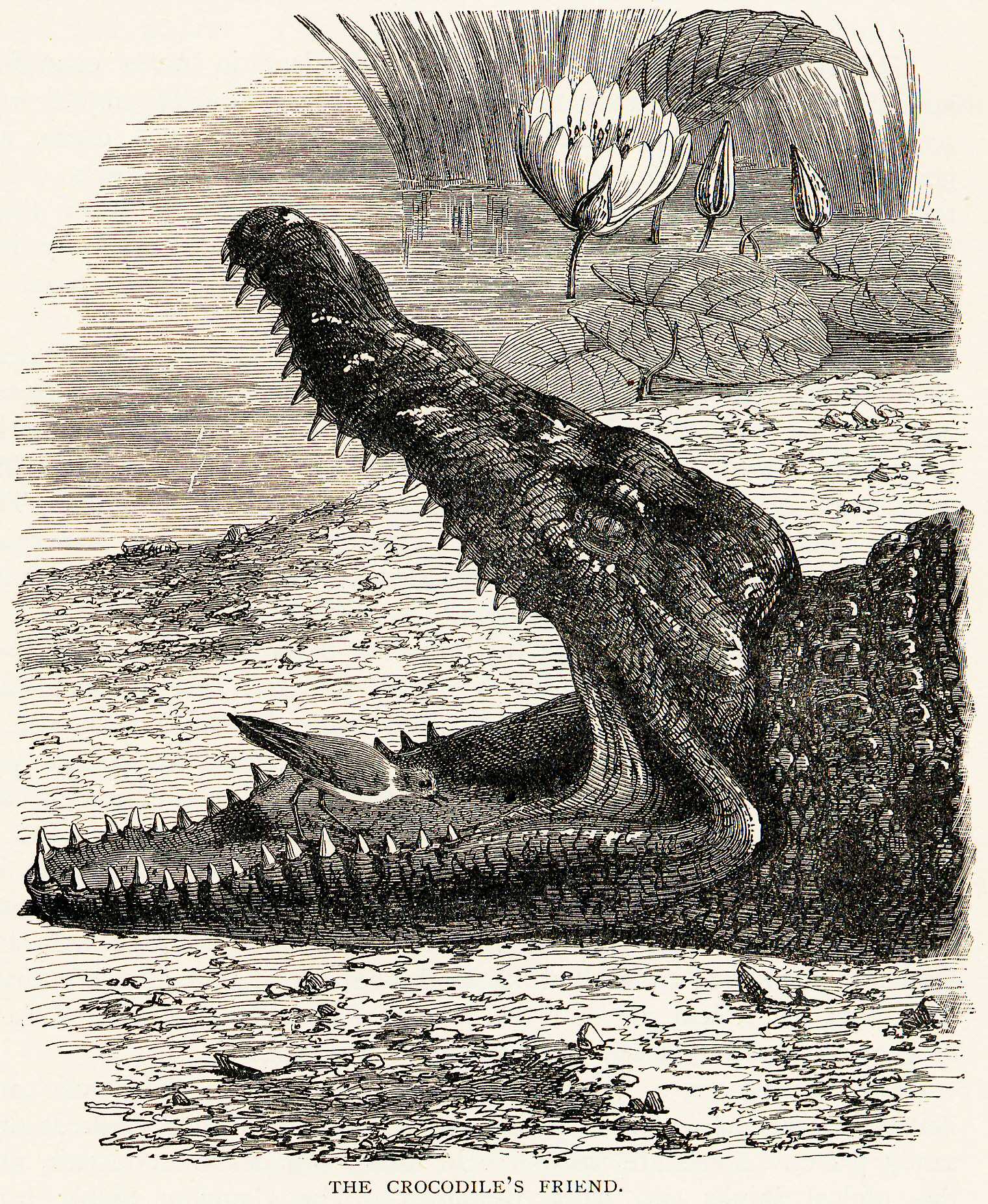
Illustratie uit Popular Natural History van Henry Scherren, uitgegeven in 1909.

### Foerageren
Volgens een hardnekkige mythe voedt de krokodilwachter zich door te pikken naar insecten en door te zoeken naar voedselresten en bloedzuigers in de bek (tussen de tanden) van nijlkrokodillen. Reeds de Oud-Griekse geschiedschrijver Herodotus had het over deze opmerkelijke vorm van symbiose, waarbij de nijlkrokodil de vogel van voedsel voorziet, en de krokodilwachter het reptiel tot 'levende tandenstoker' dient. Het verband dat Herodotus legt tussen de krokodilwachter (door hem trochilos «renvogel» genoemd) en Egypte heeft waarschijnlijk aanleiding gegeven tot de benaming "Egyptische plevier".
Alle andere vogels en dieren ontvluchten hem, maar de trochilos leeft met hem in vrede, omdat hij dat dier van nut is; want wanneer de krokodil uit het water aan land komt en dan zijn bek opent (want dat doet hij gewoonlijk als de westenwind waait), dan loopt de trochilos in zijn bek en slokt de bloedzuigers op; nu wordt de krokodil geholpen en is ze verheugd en doet de trochilos helemaal geen kwaad.— Herodotos, Het verslag van mijn onderzoek II, 68 (vertaling: Ch.M. van Deventer)
In de negentiende eeuw werd deze mythe verder geromantiseerd door A. Brehm, en zelfs in de twintigste eeuw nog beweerde R. Meinertzhagen dat hij een krokodilwachter in de bek van een nijlkrokodil had zien zitten. Hoewel sommige ornithologen de waarheid van dit verhaal verdedigen, aangezien ook andere vogelsoorten op dergelijke wijze aan voedsel komen, is het gedrag nog nooit op foto of film vastgelegd, en dus niet afdoende bewezen (Maclean, 1996 en Richford & Mead, 2003). Wel wordt aangenomen dat de krokodilwachters nijlkrokodillen waarschuwen voor naderend gevaar.

### Roep
Zijn roep is een hoog krrr-krrr-krrr.

### Begroeting
Na de landing begroeten koppeltjes elkaar met een korte "ceremonie", waarbij ze hun vleugels opheffen, en de zwart-witte tekeningen zichtbaar worden.

## Status
De  krokodilwachter heeft een groot verspreidingsgebied en daardoor is de kans op de status  kwetsbaar (voor uitsterven) niet zo groot. De grootte van de wereldpopulatie is niet gekwantificeerd. De vogel gaat in aantal achteruit omdat het leefgebied wordt aangetast door de aanleg van dammen in rivieren. Echter, het tempo van achteruitgang ligt waarschijnlijk onder de 30% in tien jaar (minder dan 3,5% per jaar). Om deze redenen staat de krokodilwachter als niet bedreigd op de Rode Lijst van de IUCN.

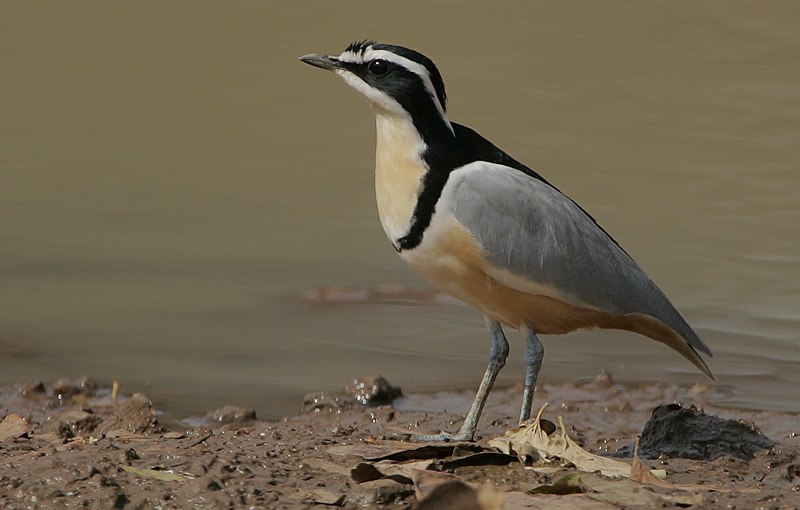
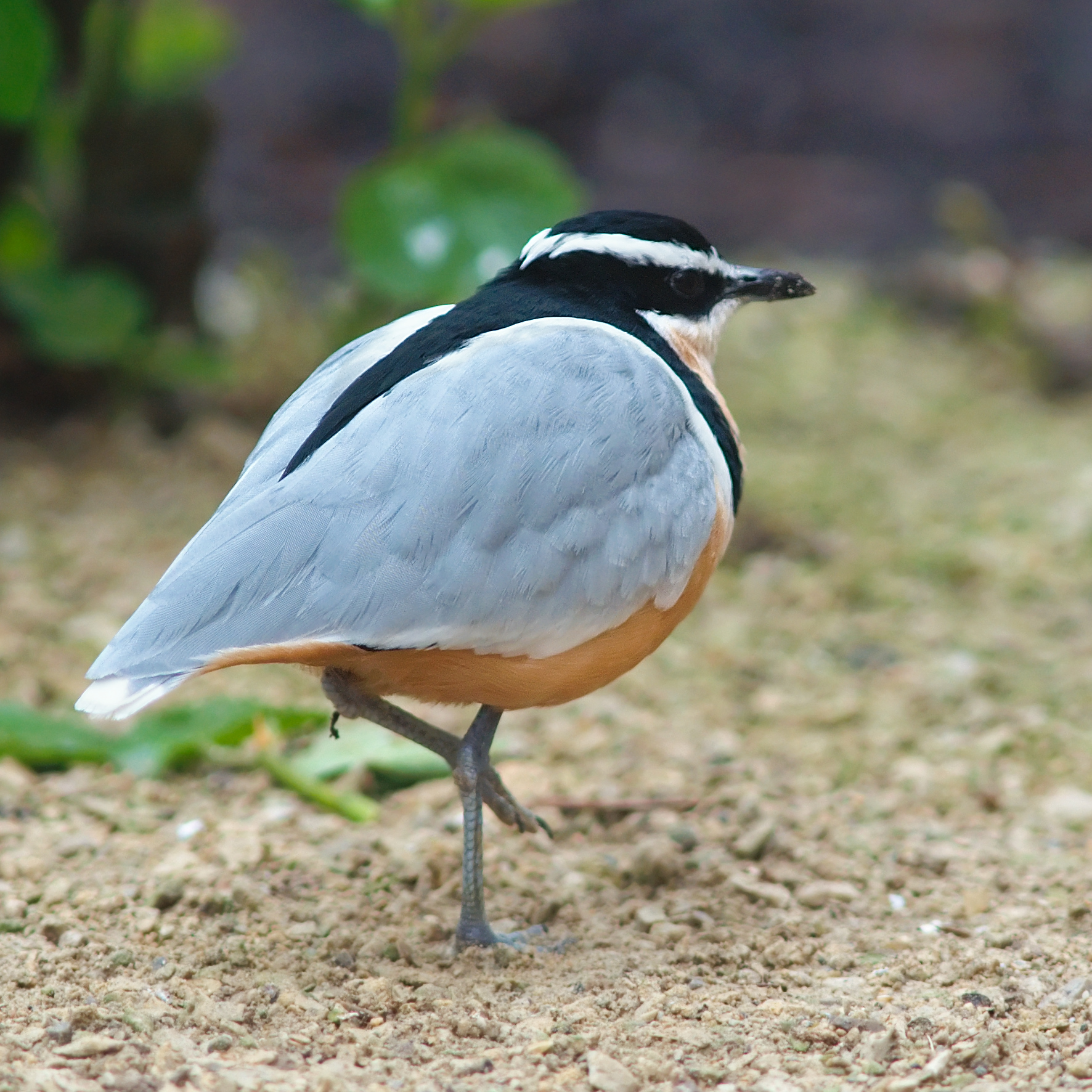
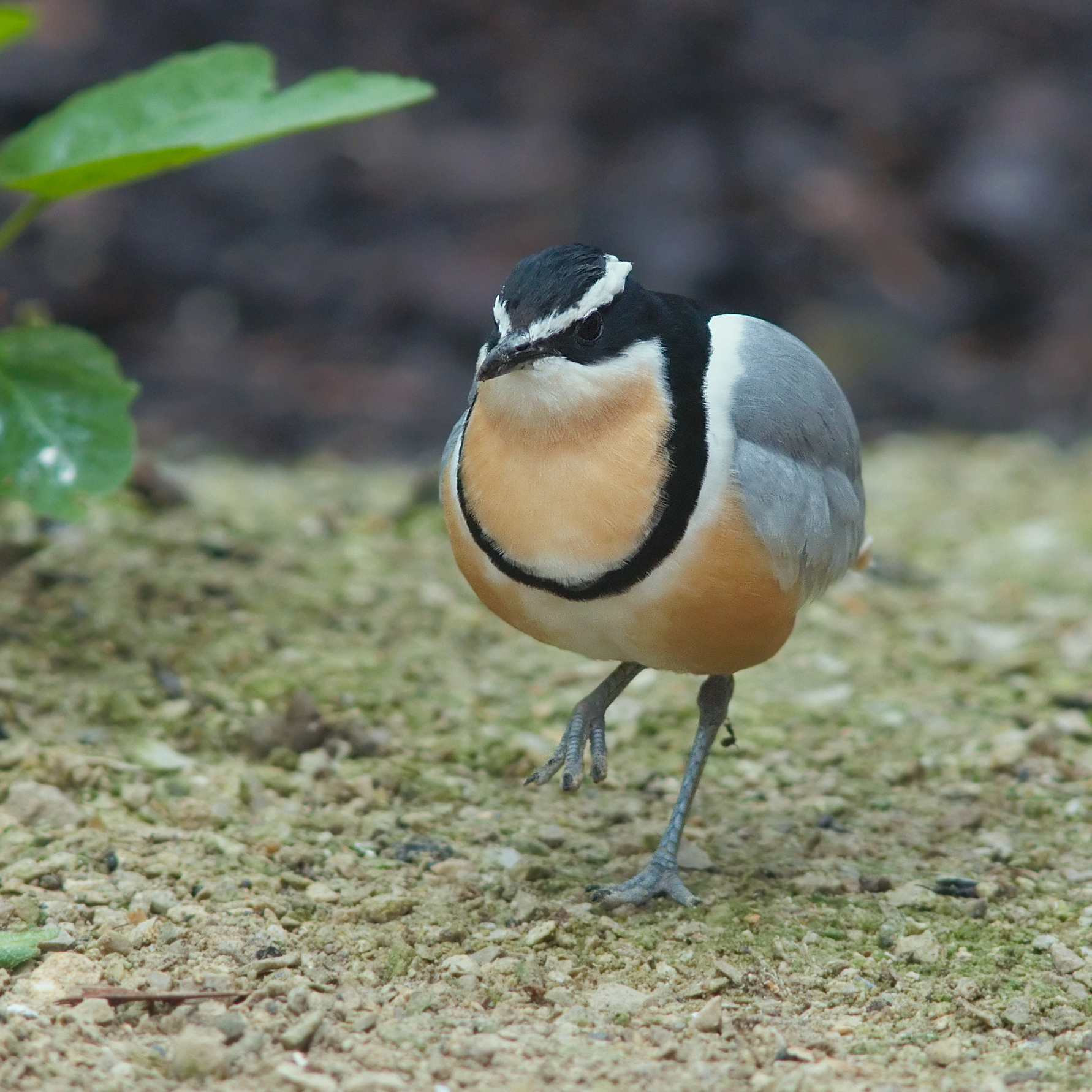